# Torneo Transición 2013
O Campeonato Nacional Petrobras de Transición da Primeira Divisão de Futebol Profissional de 2013 ou simplesmente Torneo de Transición 2013 foi o primeiro torneio da temporada de 2013 do campeonato chileno de futebol chileno organizado pela Asociación Nacional de Fútbol Profesional (ANFP). Começou em 27 de janeiro e finalizou em 26 de maio. 
O carácter de transição foi para que no segundo semestre tenha lugar um novo formato, no qual foi adotado o calendário europeu pela primeira vez no futebol chileno, iniciando-se com a temporada 2013/14. A partir de este torneio, as equipes chilenas disputaram apenas um torneio internacional durante o ano (Copa Libertadores da América ou Copa Sul-Americana).

## Aspectos gerais
Nesta competição não houve play-offs e o rebaixamento foi programado segundo o coeficiente de rendimento dos clubes em 2010, 2011, 2012 e 2013 - sistema de promedios. Apenas um foi rebaixado, enquanto o penúltimo jogou a Liguilla de Promoción contra uma equipe vinda do Campeonato Chileno de Futebol - Segunda Divisão.

## Participantes
| Equipe                                        | Cidade                                                   | Região                           | No ano anterior                                                     | Estádio                                       | Capacidade | Títulos                                                                       | Participações |
| --------------------------------------------- | -------------------------------------------------------- | -------------------------------- | ------------------------------------------------------------------- | --------------------------------------------- | ---------- | ----------------------------------------------------------------------------- | ------------- |
| Club Social y Deportivo Colo-Colo             | Macul                                                    | Região Metropolitana de Santiago | Semifinais                                                          | Estádio Monumental David Arellano             | 47.017     | 29 (Último em 2009 Clausura)                                                  | 92            |
| Club Deportivo Universidad Católica           | Las Condes                                               | Região Metropolitana de Santiago | Primeira Fase                                                       | Estádio San Carlos de Apoquindo               | 20.000     | 11 (último em 2010)                                                           | 83            |
| Club de Deportes Cobreloa                     | Calama                                                   | Região de Antofagasta            | Primeira Fase                                                       | Estádio Municipal de Calama                   | 12.000     | 8 (1980, 1982, 1985, 1988, 1992, 2003 Apertura, 2003 Clausura, 2004 Clausura) | 47            |
| Club Deportivo Palestino                      | La Cisterna                                              | Região Metropolitana de Santiago | Quartas de Final                                                    | Estádio Municipal de La Cisterna              | 12.000     | 2 (1955, 1978)                                                                | 70            |
| Club Universidad de Chile                     | Santiago                                                 | Região Metropolitana de Santiago | Quartas de Final                                                    | Estádio Nacional de Chile                     | 55.100     | 16 (último em 2012 Apertura)                                                  | 85            |
| Club Deportivo Huachipato                     | Talcahuano                                               | Região de Bío-Bío                | Primeira Fase                                                       | Estádio Las Higueras                          | -----      | 2 (1974, 2012 Clausura )                                                      | 50            |
| Audax Italiano La Florida                     | La Florida                                               | Região Metropolitana de Santiago | Quartas de Final                                                    | Estádio Municipal de La Florida               | 12.000     | 4 (1936, 1946, 1948, 1957)                                                    | 78            |
| Unión Española                                | Independencia                                            | Região Metropolitana de Santiago | Vice Campeão                                                        | Estádio Santa Laura                           | 22.375     | 6 (1943, 1951, 1973, 1975, 1978, 2005 Apertura)                               | 89            |
| Club Deportes Cobresal                        | Localidade de El Salvador, na comuna de Diego de Almagro | Região de Atacama                | Primeira Fase                                                       | Estádio El Cobre                              | 8.000      | 0 (não possui)                                                                | 32            |
| O'Higgins Fútbol Club                         | Rancagua                                                 | Região de O'Higgins              | Primeira Fase                                                       | Estádio El Teniente                           | 14.550     | 0 (não possui)                                                                | 54            |
| Club de Deportes Santiago Wanderers           | Valparaíso                                               | Região de Valparaíso             | Primeira Fase                                                       | Estádio Elías Figueroa Brander                | 23.000     | 3 (1958, 1968, 2001)                                                          | 63            |
| Club de Deportes Iquique                      | Iquique                                                  | Região de Tarapacá               | Quartas de Final                                                    | Estádio Municipal de Iquique                  | -----      | 0 (não possui)                                                                | 20            |
| Club de Deportes Unión La Calera              | La Calera                                                | Região de Valparaíso             | Primeira Fase                                                       | Estádio Municipal Nicolás Chahuán Nazar       | 10.000     | 0 (não possui)                                                                | 18            |
| Club Social de Deportes Rangers               | Talca                                                    | Região de Maule                  | Semifinais                                                          | Estádio Fiscal de Talca                       | 8.324      | 0 (não possui)                                                                | 54            |
| Club de Deportes Antofagasta                  | Antofagasta                                              | Região de Antofagasta            | Primeira Fase                                                       | Estádio Regional de Antofagasta               | 26.339     | 0 (não possui)                                                                | 28            |
| Club de Deportes Ñublense                     | Chillán                                                  | Região de Bío-Bío                | Acesso pelo Campeonato Chileno de Futebol de 2012 - Segunda Divisão | Estádio Bicentenário Municipal Nelson Oyarzún | 12.000     | 0 (não possui)                                                                | 12            |
| Corporación Deportiva Everton de Viña del Mar | Viña del Mar                                             | Província de Valparaíso          | Acesso pelo Campeonato Chileno de Futebol de 2012 - Segunda Divisão | Estádio Sausalito                             | 25.000     | 4 (1950, 1952, 1976, 2008 Apertura)                                           | 65            |
| Club Deportivo San Marcos de Arica            | Arica                                                    | Região de Arica e Parinacota     | Acesso pelo Campeonato Chileno de Futebol de 2012 - Segunda Divisão | Estádio Carlos Dittborn                       | 10.000     | 0 (não possui)                                                                | 5             |

## Campeão
| Campeão Chileno 2013                               |
| -------------------------------------------------- |
| Unión Española (Independencia) (7º título) Campeão |